# Fiodor Gladkov
Pour les articles homonymes, voir Gladkov.
Fiodor Vassilievitch Gladkov (en russe : Фёдор Васильевич Гладков, né le 9 juin 1883 (21 juin dans le calendrier grégorien) à Tchernavka (Empire russe), mort le 20 décembre 1958 à Moscou (Union soviétique) est un écrivain russe et soviétique.

## Biographie
Fiodor Gladkov naît dans une famille de paysans orthodoxes vieux-croyants. Il va à l'école primaire où il est bon élève, puis gagne sa vie en exerçant divers petits métiers. Il reprend des études et obtient un diplôme d'instituteur.
En 1904, il commence à militer au sein du Parti socialiste révolutionnaire et, à partir de 1906, en faveur des bolcheviks à Tiflis où il s'est fixé. Il est arrêté et condamné à un exil de quatre ans dans la province d'Irkoutsk.
À partir de 1910, il vit à Novorossiïsk sur la mer Noire et de 1914 à 1918, il enseigne dans une école du Kouban. Pendant la Guerre civile russe en 1918, il doit s'enfuir et se réfugie auprès des ouvriers d'une fabrique de ciment. Après la victoire sur les Russes blancs en 1920, il est chargé de l'éducation des adultes. Il est nommé rédacteur en chef du journal local Krasnoïe Tchernomorye.
En 1921, il est muté à Moscou. Il y mène des activités de journaliste et d'écrivain. À partir de 1932, il fait partie du comité de rédaction de la revue Novy Mir, puis il est correspondant pour la Pravda et les Izvestia dans l' Oural pendant la Seconde Guerre mondiale. De 1945 à 1948, il est directeur de l'institut de littérature Maxime-Gorki à Moscou.
En 1950 et en 1951, il reçoit le prix Staline respectivement pour Histoire de mon enfance (1949) et Volnitsa (1950), les deux premiers volets de sa trilogie autobiographique.
Fiodor Gladkov est inhumé au Cimetière de Novodievitchi.

## Œuvres traduites en français
- Le Ciment, roman, trad. du russe par Victor Serge, éditions sociales internationales, 1928, 363 p.
- Energie, roman, trad. du russe par Olga Halpern, Moskau-Leningrad, Verlagsgenossenschaft ausländischer Arbeiter in der UdSSR ; (Leningrad, Druck von "Pečatnyĭ dvor"), 1935. 670 p.
- Le Serment. Suivi de : Le Vœu du père. Trad. du russe par A. Tcherkessov, Paris, Éditions Hier et Aujourd-hui, 1946. 264 p.
- Chronique de la fin du siècle ..., trad. du russe par Georges Arout, Paris, les Éditeurs français réunis (impr. de Richard), 1958. Comprend : 1. Récits de mon enfance ; 2. Jours de tourmente.